# 伊秉绶
伊秉绶（1754年—1815年），字組似，號墨卿，晚號默庵，福建汀州寧化縣人。清朝中葉政治人物、書法家，进士出身。

## 生平
伊秉绶于乾隆十九年（1754年）出生于宁化城关。乾隆三十四年（1769年）秉绶补生员，四十四年秋中举人，乾隆五十四年（1789年）中进士。初授刑部额外主事，擢拔為浙江司员外郎，歷任刑部主事、刑部员外郎、刑部郎中。嘉庆四年（1799年）出任广东惠州府知府，嘉庆六年重建惠州丰湖书院。因故谪戍军台，後升为扬州府知府。嘉庆二十年（1815年），病故于扬州，供奉于“三贤祠”内。
史称伊秉绶“通程朱理学”。与诗人法式善、书法家王芑孙、刑部尚书韩葑（字桂舲，即同治四年进士汪鸣銮之母韩氏的祖父）交往。

## 著作
著《留春草堂诗钞》七卷（嘉庆九年法式善序）。伊秉绶工書法，曾向劉墉学书法，与邓石如合称“南伊北邓”。何绍基《东洲草堂诗抄》稱：“丈人八分出二篆，使墨如漆楮如简。行草亦无唐后法，悬崖溜雨弛荒藓。不将俗书薄文清，觑破天真关道眼。”谢章铤《睹棋山庄词话》载：“墨卿每朝起学笔画数十百圈，自小累大，至匀圆为度。盖谓能是，则作书腕自健。”向燊说：“墨卿楷书法《程哲碑》，行书法李西涯，隶书则直入汉人之室。即邓完白亦逊其醇古，他更无论矣。”1984年10月上海书店出版《伊秉绶隶书墨迹选》。

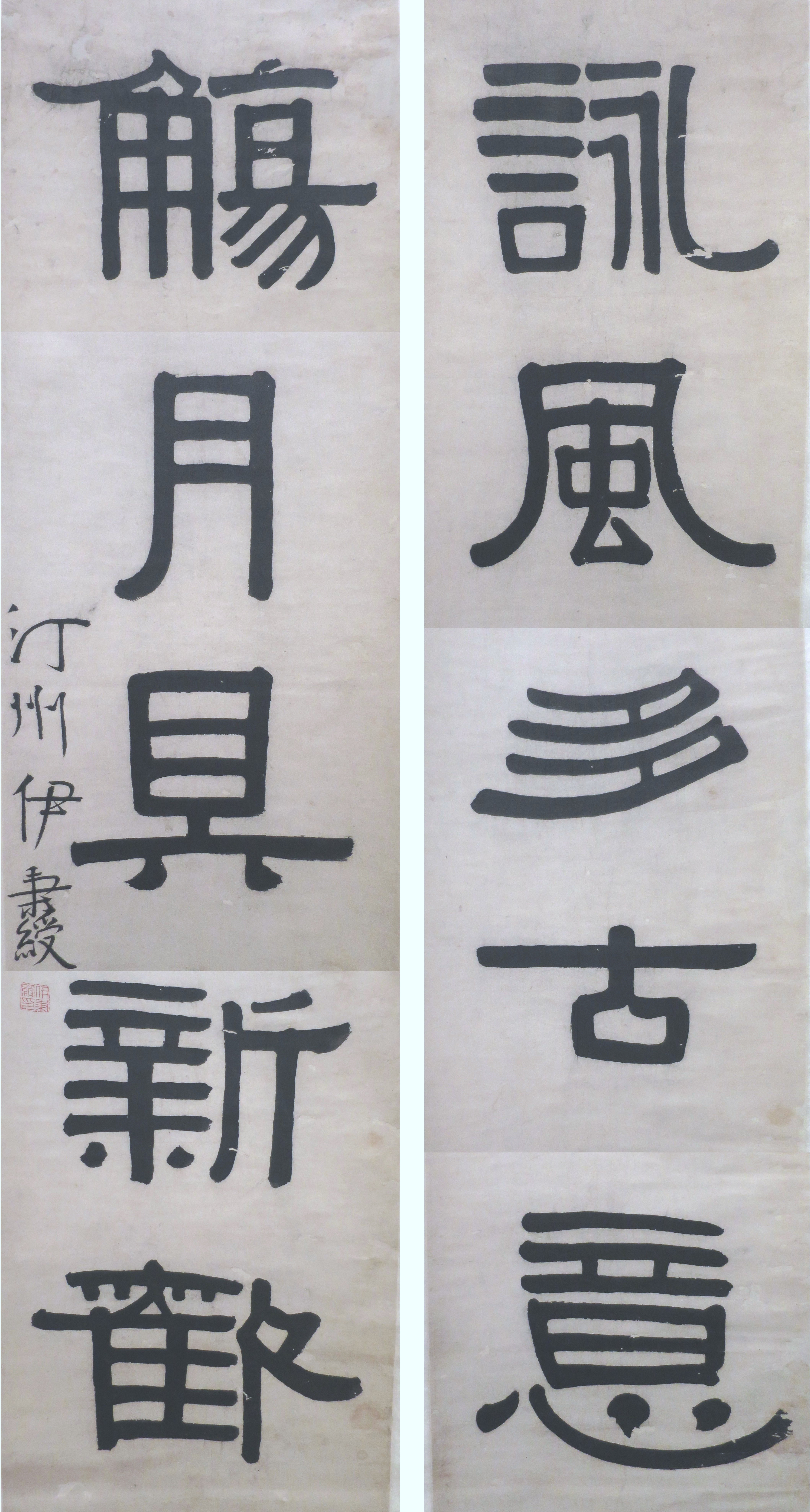
伊秉绶書法作品

## 家庭
- 父乾隆三十四年（1769年）进士伊朝栋。
- 子伊念曾，拔贡，官严州同知，咸丰十一年殉难，《浙江忠義錄》有传。善书画，著《守研斋诗钞》。

## 延伸阅读
[在维基数据编辑]
 在维基文库阅读此作者作品（ 在维基共享资源阅览影像）
 《清史稿/卷478》，出自趙爾巽《清史稿》